# Ed Ferry
Edward Payson „Ed” Ferry (ur. 18 czerwca 1941 w Seattle, zm. 18 września 2023 w Mill Valley) – amerykański wioślarz, złoty medalista olimpijski.
Wystąpił na igrzyskach olimpijskich w Tokio w 1964, gdzie Amerykanie w składzie: Ed Ferry, Conn Findlay i Kent Mitchell (sternik) zdobyli złoty medal w dwójkach ze sternikiem. W finale o 2,92 sekundy wyprzedzili Francuzów i o 2,19 sekundy Holendrów. Był to jego jedyny start olimpijski.
Na rozgrywanych rok wcześniej igrzyskach panamerykańskich w São Paulo także zdobył złoty medal w tej konkurencji.
Kształcił się na Uniwersytecie Stanforda i Wharton School Uniwersytetu Pensylwanii uzyskując Master of Business Administration. Następnie przed dwa lata służył w United States Navy w stopniu podporucznika (ensign).
Zmarł w wieku 82 lat w Mill Valley w stanie Kalifornia.